# August von Brandis
August (Friedrich Carl) von Brandis (Berlin-Haselhorst 12 mei 1859 – Aken, 18 oktober 1947) was een Duitse schilder en graficus. Naast Max Liebermann, Lovis Corinth en Max Slevogt geldt hij als een belangrijke vertegenwoordiger van het Duitse impressionisme, beroemd om zijn interieur schilderijen.

## Levensloop
August von Brandis werd geboren Berlin-Haselhorst en bezocht het gymnasium in Hannover. Corinth had al vroeg talent getoond voor de tekenkunst en bezocht in 1882 de  Königlich-Preußischen Akademie der Künste zu Berlin. Zijn vroege werk was nog naturalistisch. Hij maakte een studiereis naar Parijs en bezocht daar de lessen van Hugo Vogel. In Aken werd hij in 1897 benoemd tot professor aan de Rheinisch-Westfälische Technische Hochschule. August von Brandis gemaakt schilderijen met een interieur uitzicht op de oude Couvenmuseum.
- Gemeinsame Normdatei: 116402261
- International Standard Name Identifier: 0000 0000 6676 440X
- RKD-Nederlands Instituut voor Kunstgeschiedenis: 12055
- Union List of Artist Names: 500112779
- Virtual International Authority File: 35207433
- WorldCat: E39PBJhH7Tb3ydWbHRMPkxKDbd